# 高傾子
高傾子（？—？），姜姓，高氏，齊國上卿高傒的孫子、高莊子高虎的兒子，中國春秋時期齊國的大夫。他的兒子是高宣子高固。